# عمر أبراهامز
عمر أبراهامز (7 فبراير 1981 في جنوب أفريقيا - ) (بالإنجليزية: Umar Abrahams)‏ هو لاعب كريكت جنوب أفريقي.

## وصلات خارجية
- عمر أبراهامز على موقع إي آس بي آن كريك إنفو (الإنجليزية)